# Faerská kuchyně

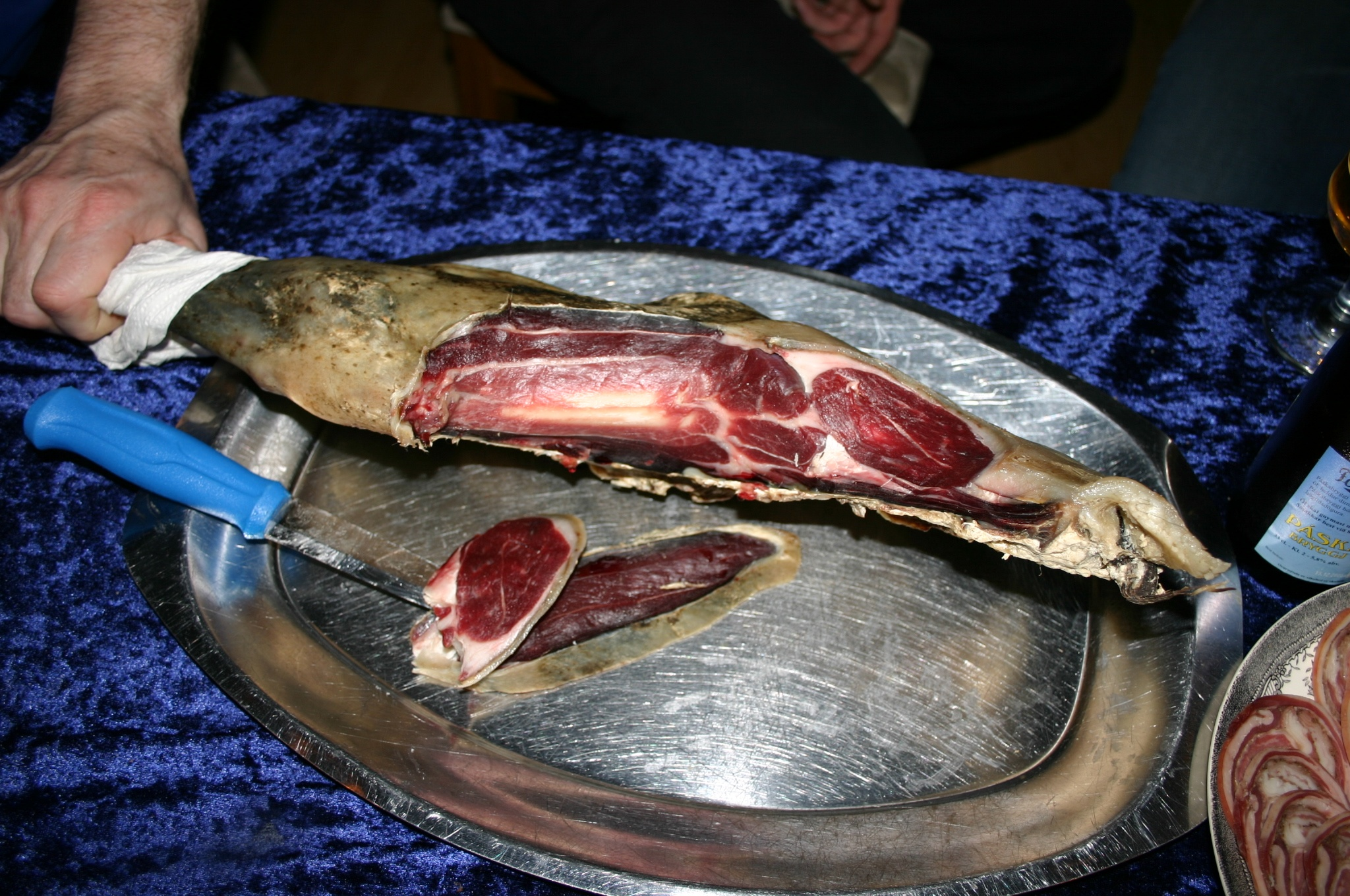
Skerpikjøt

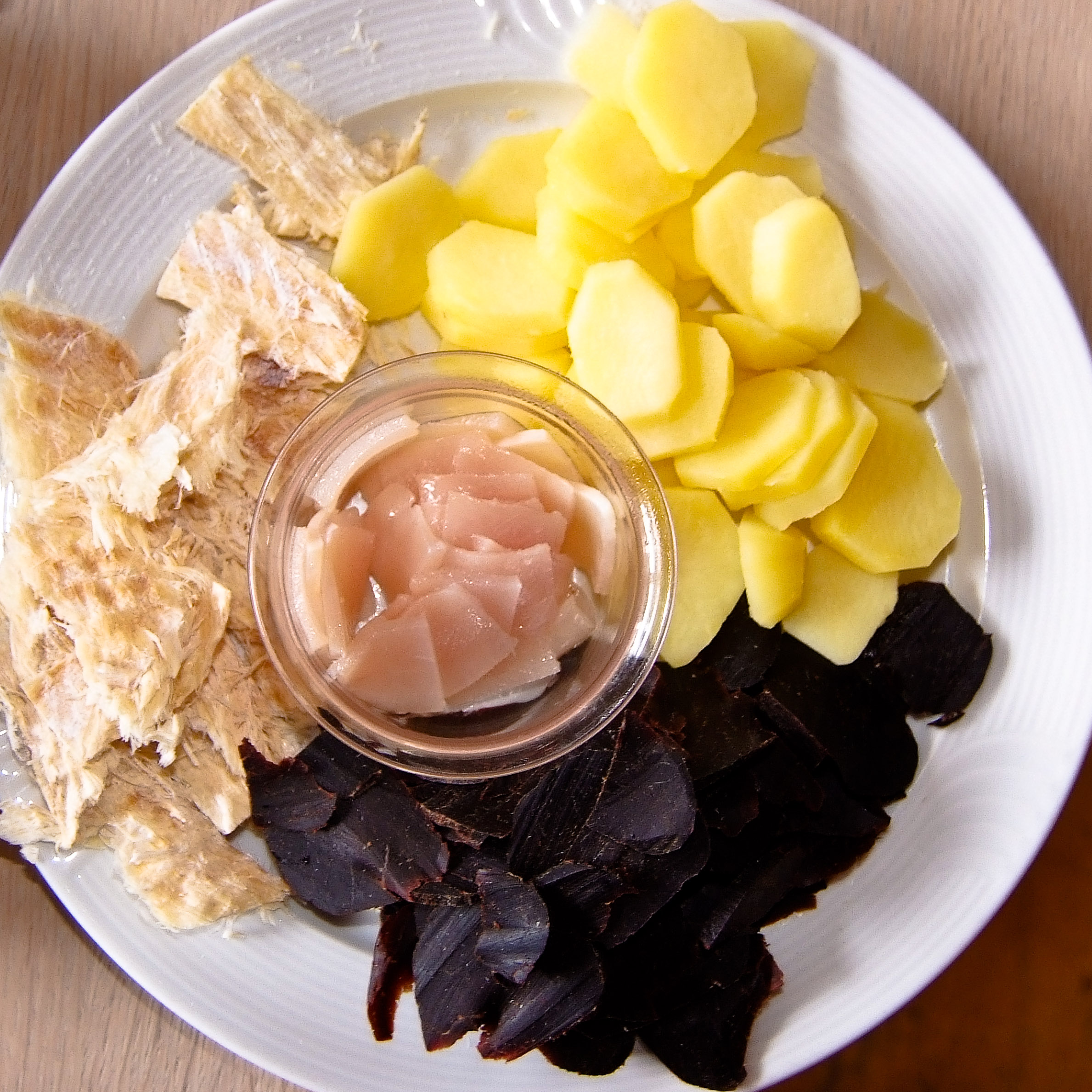
Tvøst og spik

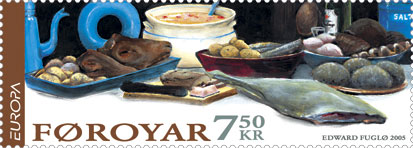
Faerská zimní jídla (zleva: sušené skopové hlavy, sušené velrybí masa a skerpikjøt)

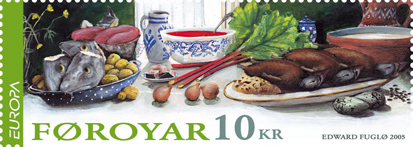
Faerská letní jídla (zleva: tresčí hlavy, rebarbora a fyltur lundi)

Faerská kuchyně (faersky: Føroyskur matur) tradičně používá mléčné výrobky, brambory, zeleninu, mořské plody, ryby a maso (skopové, jehněčí, vepřové nebo drůbež), na maso jsou loveny i velryby nebo mořští ptáci (například papuchalkové). Mnoho potravin se musí dovážet. Faerská kuchyně byla ovlivněna též britskou kuchyní.

## Příklady faerských pokrmů
- Skerpikjøt, na vzduchu sušené skopové maso
- Různé salámy a klobásy
- Garnatálg, kostky z ovčího břišního sádla
- Tvøst og spik, pokrm z brambor, velrybího tuku a velrybího masa
- Fyltur lundi, sváteční jídlo - nadívaní papuchalci[1]
- Fish and chips, smažené rybí maso s hranolky, převzato z britské kuchyně

## Příklady faerských nápojů
- Pivo, na Faerských ostrovech se nacházejí 2 pivovary: jeden v Tórshavnu a jeden v Velbastaðuru
- Aquavit, kořeněná pálenka

## Galerie

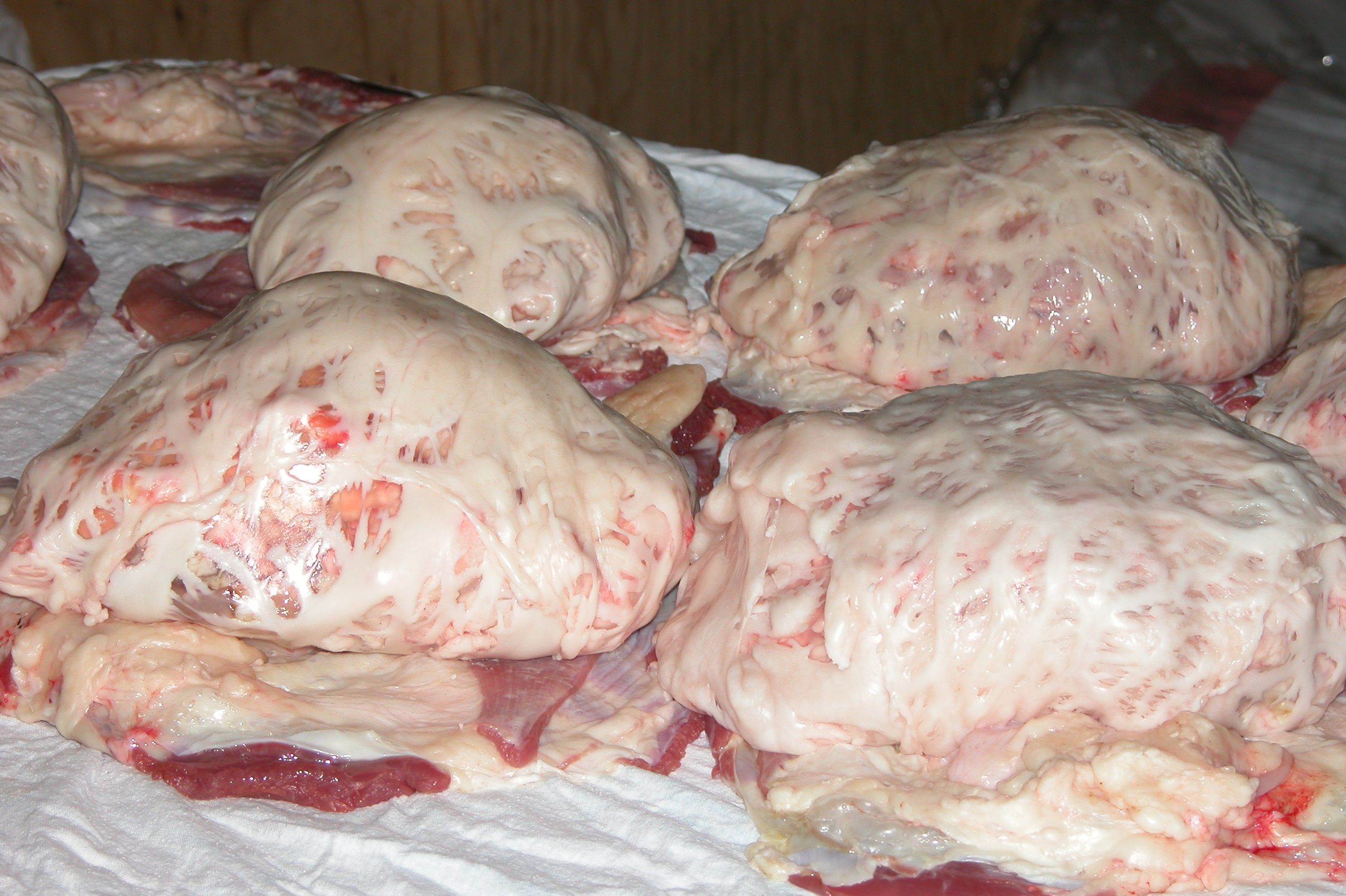
Garnatálg
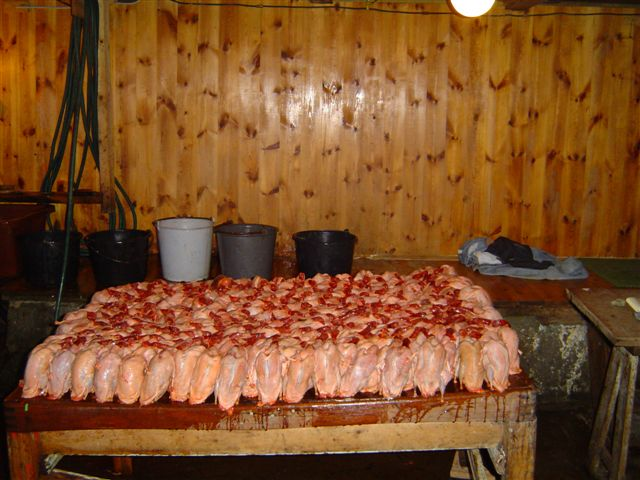
Papuchalčí maso
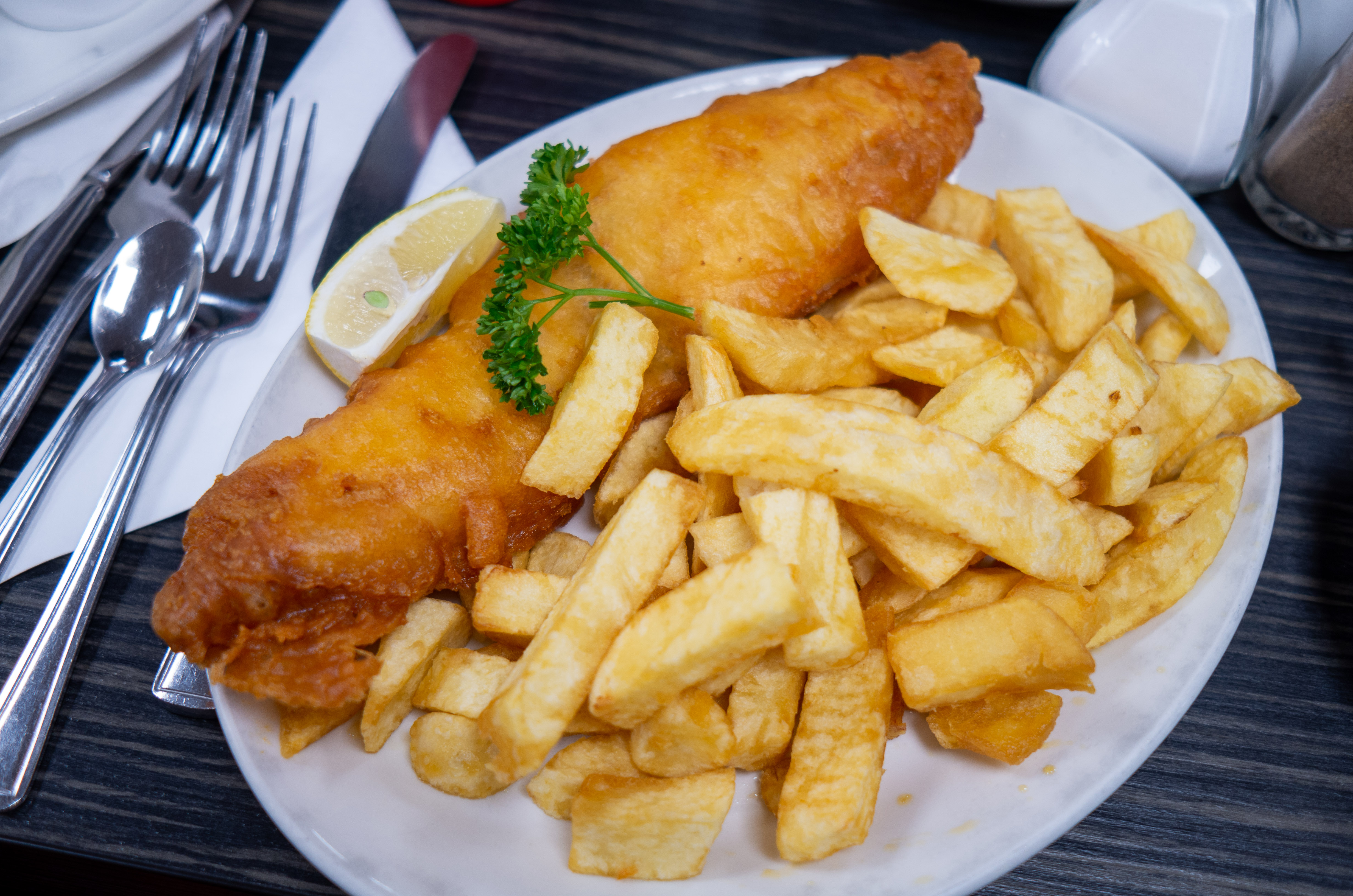
Fish and chips
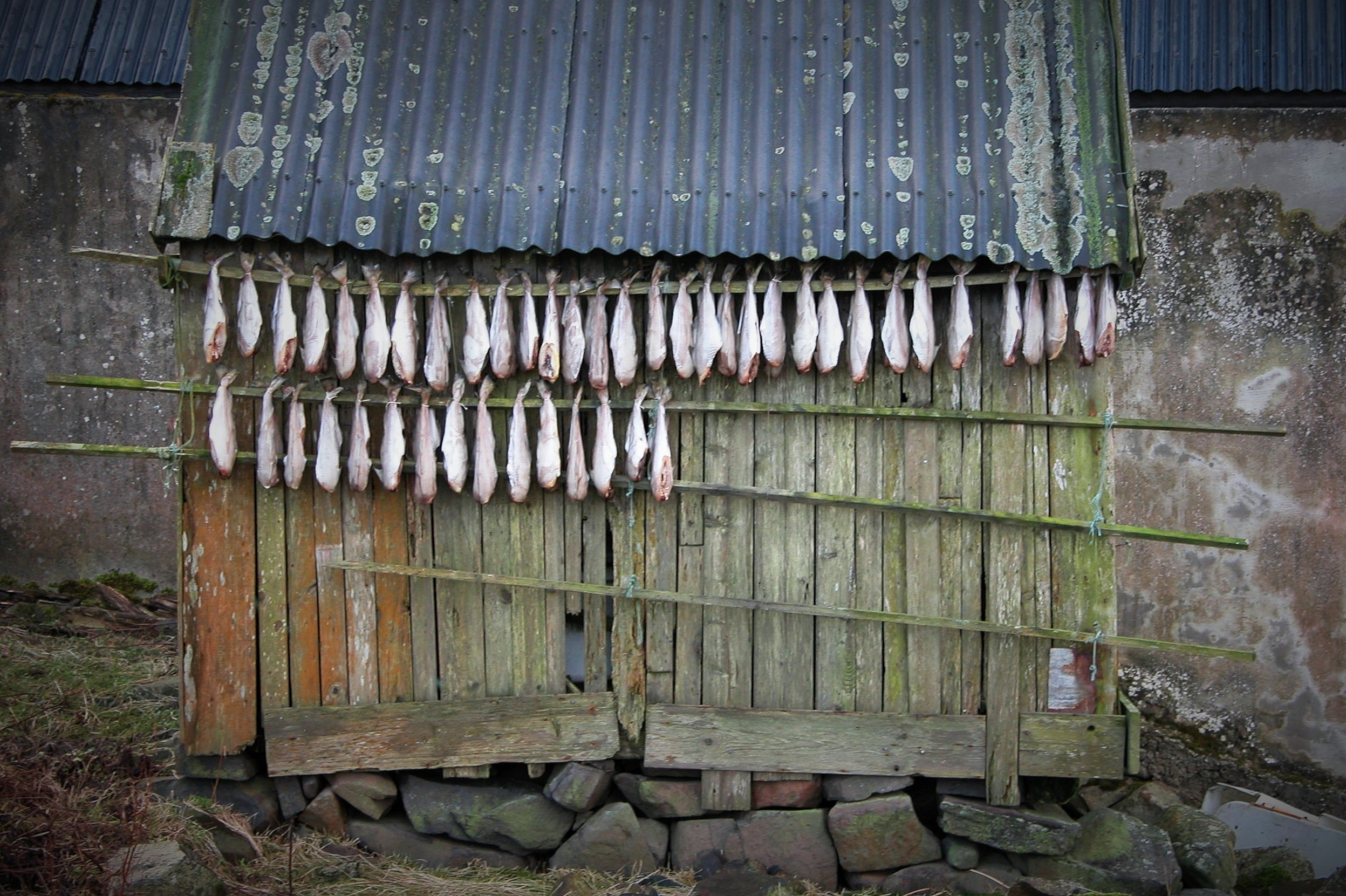
Sušené ryby
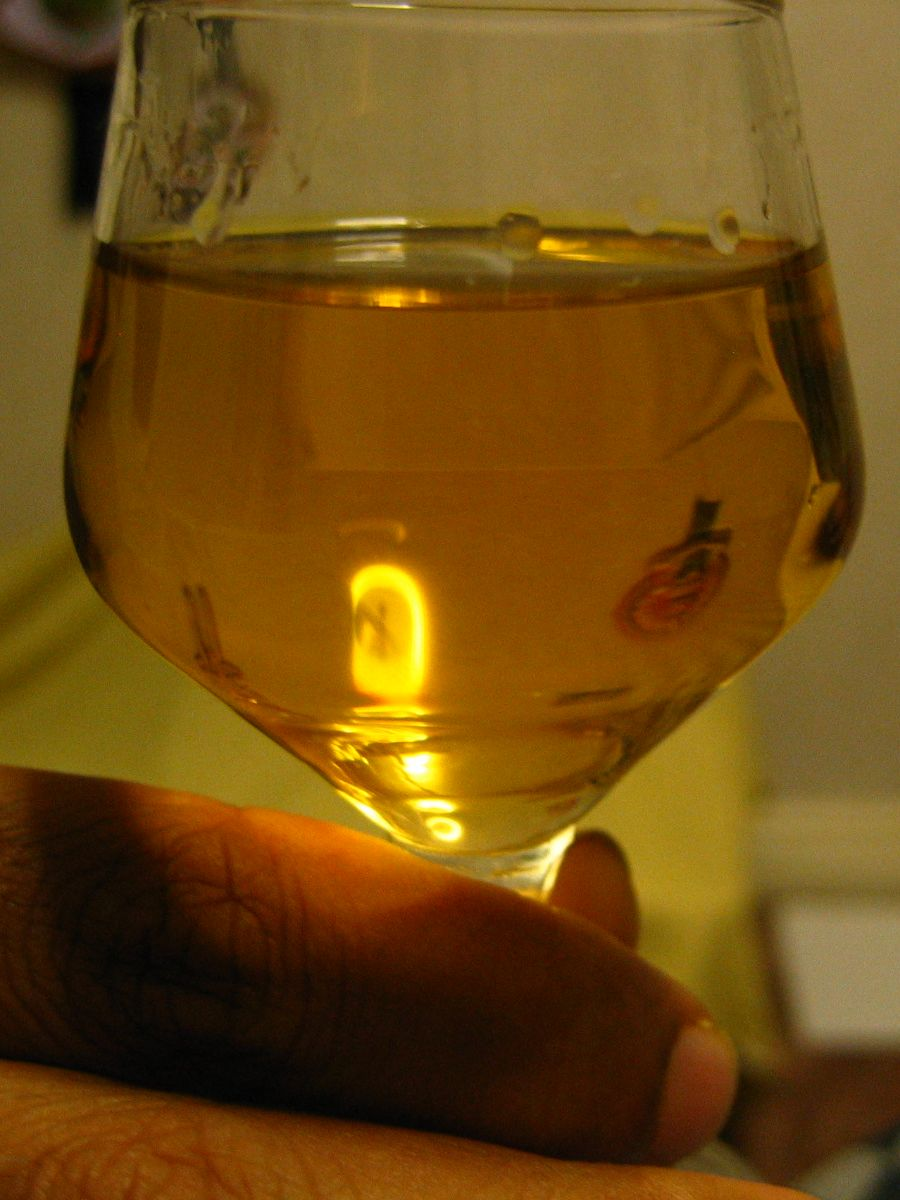
Aquavit